# Sultan et Ned Shepard
Sultan + Shepard (anciennement Sultan & Ned Shepard) est un duo de disc jockeys et producteurs canadiens, originaire de Montréal, actif depuis 2002.
En 2008, ils fondent le label Harem Records.

## Discographie[3]

### Singles
- 2013 : Ordinary People [Spinnin Records]
- 2013 : Army (Club Mix) [Strictly Rhythm]
- 2013 : Long Way From Home (avec Fedde Le Grand) [Flamingo Recordings]
- 2013 : No Good (avec Fedde Le Grand) [Spinnin Records]
- 2013 : Draw Close [Revealed Recordings]
- 2014 : Astana (Mainstage Mix) (avec Funkagenda) [Harem Records]
- 2014 : All These Roads [Parametric]
- 2014 : Renegade Master (Back Once Again) (Original Mix) [Musical Freedom]
- 2014 : Deeper Love (avec Junior Sanchez) [Size Records]
- 2014 : When We Were Young [Columbia (Sony)]
- 2014 : Keep Moving (avec The Boxer Rebellion) [Protocol Recordings]
- 2015 : Make Things Right [Spinnin Records]
- 2015 : Don't Let Me Down (Hook N Sling Remix) [DOORN (Spinnin)]
- 2015 : Manila (avec Futuristic Polar Bears) [Harem Records]
- 2015 : In The Night [Mixmash Records]
- 2015 : Bring Me Back [Armada Music]
- 2015 : BWU (avec Felix Leiter) [Mixmash Records]

### Remixes
- 2012 : Paris & Simo - Time (Sultan + Ned Shepard Edit) [Harem Records]
- 2012 : Dean Cohen - American Flash (Sultan + Ned Shepard Edit) [Harem Records]
- 2013 : Matt Caseli, Joel Edwards, Marrs TV - Chemical Love (Sultan & Ned Shepard Remix) [Harem Records]
- 2013 : Kid Massive, Tiny Ducks - Smash It (Sultan + Ned Shepard Edit) [Harem Records]
- 2013 : Kim Fai - Snake (Sultan + Ned Shepard Remix) [Harem Records]
- 2014 : Mad Mankeyz, Elijah Thomas - One Year Later (Sultan + Ned Shepard Remix) [Harem Records]
- 2015 : Mor Avrahami, Ido Shoam - Bateria (Sultan + Shepard Edit) [Harem Records]
- 2015 : Ed Sheeran, Rudimental - Lay It All On Me (Sultan + Shepard Remix) [Asylum/Major Tom's]
- 2016 : Jack wins - Give It Up (Sultan + Shepard Remix) [Mixmash Deep]
- 2017 : Lost Frequencies, Axel Ehnström - All or Nothing [Armada Music]